# Большая Горка (Бежаницкое)
Большая Горка — деревня в Бежаницком районе Псковской области России. Входит в состав сельского поселения Бежаницкое.

## География
Деревня находится на востоке Псковской области, в пределах Бежаницкой возвышенности, к юго-востоку от озера Дубец, на расстоянии примерно 11 километров (по прямой) к востоку-юго-востоку (ESE) от посёлка городского типа Бежаницы, административного центра района. Абсолютная высота — 106 метров над уровнем моря.

## История
До 2015 года входила в состав ныне упразднённой Бежаницкой волости.

## Население
| 2001 | 2002 | 2010 |
| ---- | ---- | ---- |
| 1    | →1   | ↗2   |

Согласно результатам переписи 2002 года, в национальной структуре населения русские составляли 100 %.